# Gian Mario Villalta
Œuvres principales
Vanità della mente
Gian Mario Villalta, né à Pordenone en 1959, est un écrivain et poète italien.

## Biographie
Il obtient le prix Viareggio en 2011 pour Vanità della mente.

## Œuvres

### Œuvres traduites en français
- Vie de ma vie [« Vita della mia vita »], trad. de Vincent Raynaud, Paris, Éditions Gallimard, coll. « Du monde entier », 2008, 250 p.  (ISBN 978-2-07-078252-9)

### Œuvres enitalien:
- L'erba in tasca (1992)
- Vose de vose - voce di voci (1995)
- Tuo figlio (2004)
- Vita della mia vita (2006)
- Vedere al buio (2007)